# Апшеронский полуостров
Апшеро́нский полуо́стров (азерб. Abşeron yarımadası) — полуостров в Азербайджане, на западном побережье Каспийского моря. Представляет собой юго-восточное окончание Большого Кавказского хребта.
Апшеронский полуостров испытывает на себе сильное антропогенное воздействие в результате растущих агломераций Баку и Сумгаита и является в значительной степени перенаселенным, поскольку именно сюда из горных районов республики направлена внутренняя миграция населения.

## Название
Первоначально полуостров по названию небольшого селения Апшерон, существовавшего до 1720-х годов, получил название Апшеронский мыс, затем — современное название. Считается, что слово «Апшерон» происходит от солёная вода (аб вода, шерон солёная на языке татов). Первоначально слово относилось к Каспийскому морю, затем перешло на прибрежное селение.
В XIX веке была распространена гипотеза о том, что название имело исходную форму Абширин, что значит «сладкая вода». Согласно ещё одной гипотезе первичной была форма Афшаран, где афшар — наименование одного из тюркоязычных народов, а -ан персидский топонимический аффикс, то есть «место, где живут афшары».

## Географическая характеристика
Апшеронский полуостров имеет длину около 60 км, ширину до 30 км. На восточной оконечности полуострова расположена песчаная коса Шах-Дили (Шахова коса). Северная оконечность — мыс Амбуран. Апшеронский полуостров, расположенный на восточном конце Кавказского хребта, является антиподом Таманского полуострова, обозначающего его западную оконечность.
Сложен главным образом неогеновыми и антропогеновыми отложениями. Полуостров относится к сейсмоактивной зоне (последнее землетрясение произошло в 2000 году). Поверхность — волнистая равнина (высоты от −26 ниже уровня моря у берегов Каспия до 310 м на западе. Средняя высота 50-165 метров) с брахиантиклинальными поднятиями и грязевыми сопками (высота до 310 м на западе). Для рельефа Апшеронского полуострова характерны бессточные котловины с солончаками и солёными озёрами. Местами встречаются участки подвижных песков.

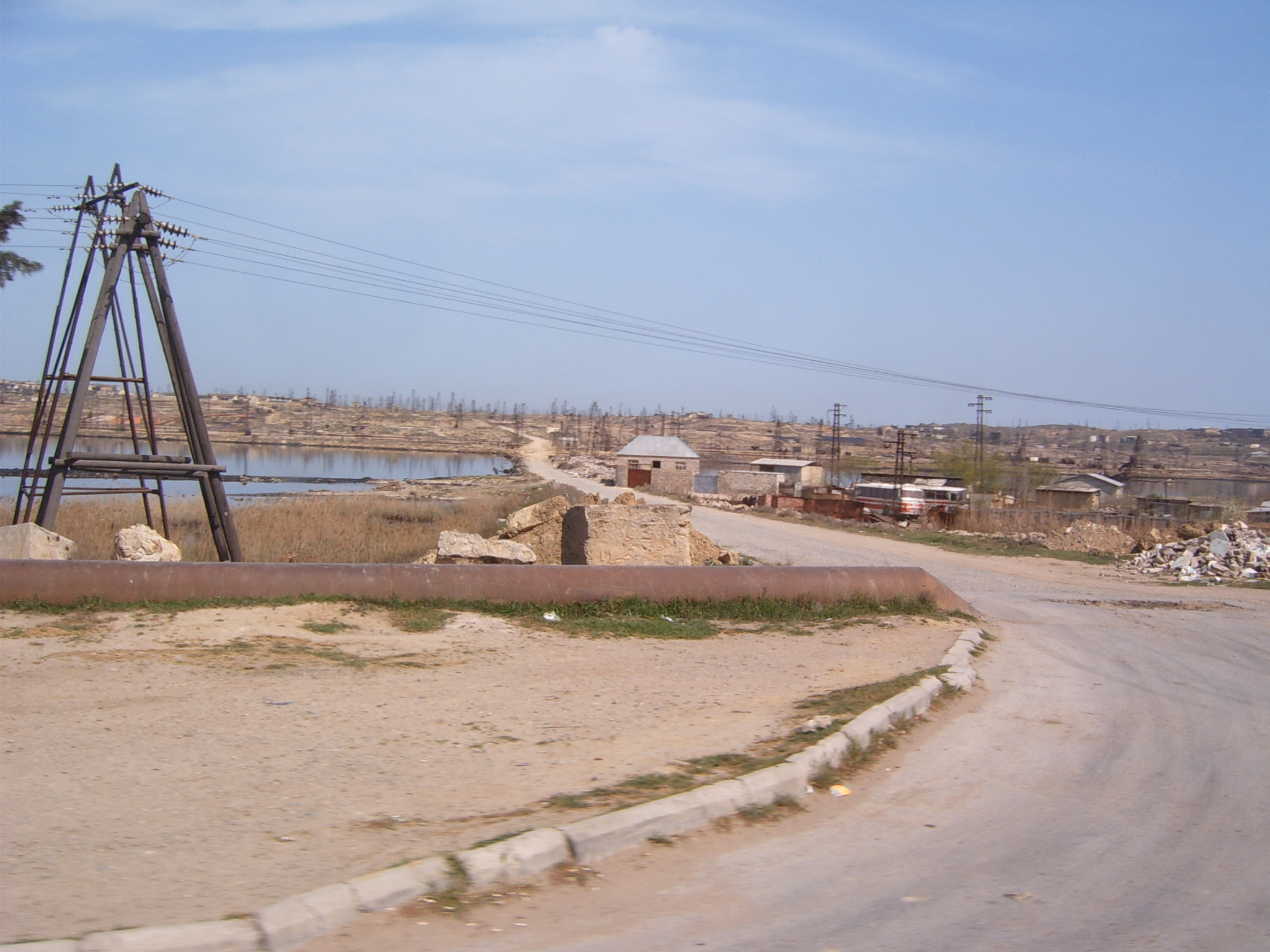
Антропогенный пейзаж на Апшеронском полуострове

На Апшеронском полуострове и прилегающей акватории Каспийского моря имеются богатые нефтяные и газовые месторождения, разрабатываемые промышленным способом с конца XIX века (см. Бакинский нефтегазоносный район). Кустарная добыча нефти с помощью колодцев велась здесь уже несколько веков.
Климат полуострова в основном сухой субтропический. Средняя температура января — +3 °C, июля — +25 °C. Годовая сумма осадков — от 140 мм в юго-западной части до 250 мм в северной. Характерны холодная зима, мягкая весна, жаркое засушливое лето и ясная солнечная осень. Часты сильные ветры (бакинский норд, гилавар, хазри). Для полуострова типичны природные комплексы эфемеровой полупустыни с зимней вегетацией трав.

## Хозяйственное значение
Апшеронский полуостров — важный промышленный район Азербайджана с нефтедобывающей, газодобывающей (Карадаг) и нефтеперерабатывающей промышленностью, в связи с чем имеются и экологические проблемы (значительная деградация почв, многочисленные случаи загрязнения поверхности нефтью, буровые отвалы).
Сельское хозяйство представлено животноводством (см. апшеронская овца), виноградарством и бахчеводством на поливных землях.
На западном берегу Каспийского моря, близ Баку расположены бальнеологические курорты в Сураханах и Шихово (горячие, + 64-65 °C, минеральные источники; бальнеолечебница, стационар); климатические приморские курорты в Мардакяне, Бузовне, Загульбе, Бильгях (солнце- и воздухолечение, морские купания, песчаные пляжи; детские санатории — туберкулёзный, для больных ревматизмом, костнотуберкулёзный; дом отдыха, пионерские лагеря), Пиршаги (много зелени, лечебный виноград, инжир; пионерские лагеря), Тюркан (дома отдыха).
На полуострове проживают в основном азербайджанцы (90 %), русские (6 %), небольшое количество татар (2 %) и украинцев (1 %). 
У основания полуострова на северном берегу расположен промышленный город Сумгаит с населением свыше 300 тыс. человек, на южном — столица Азербайджана Баку с населением свыше 3 миллионов человек.
Действуют Бакинский морской торговый порт, порт Зиря.

## Достопримечательности

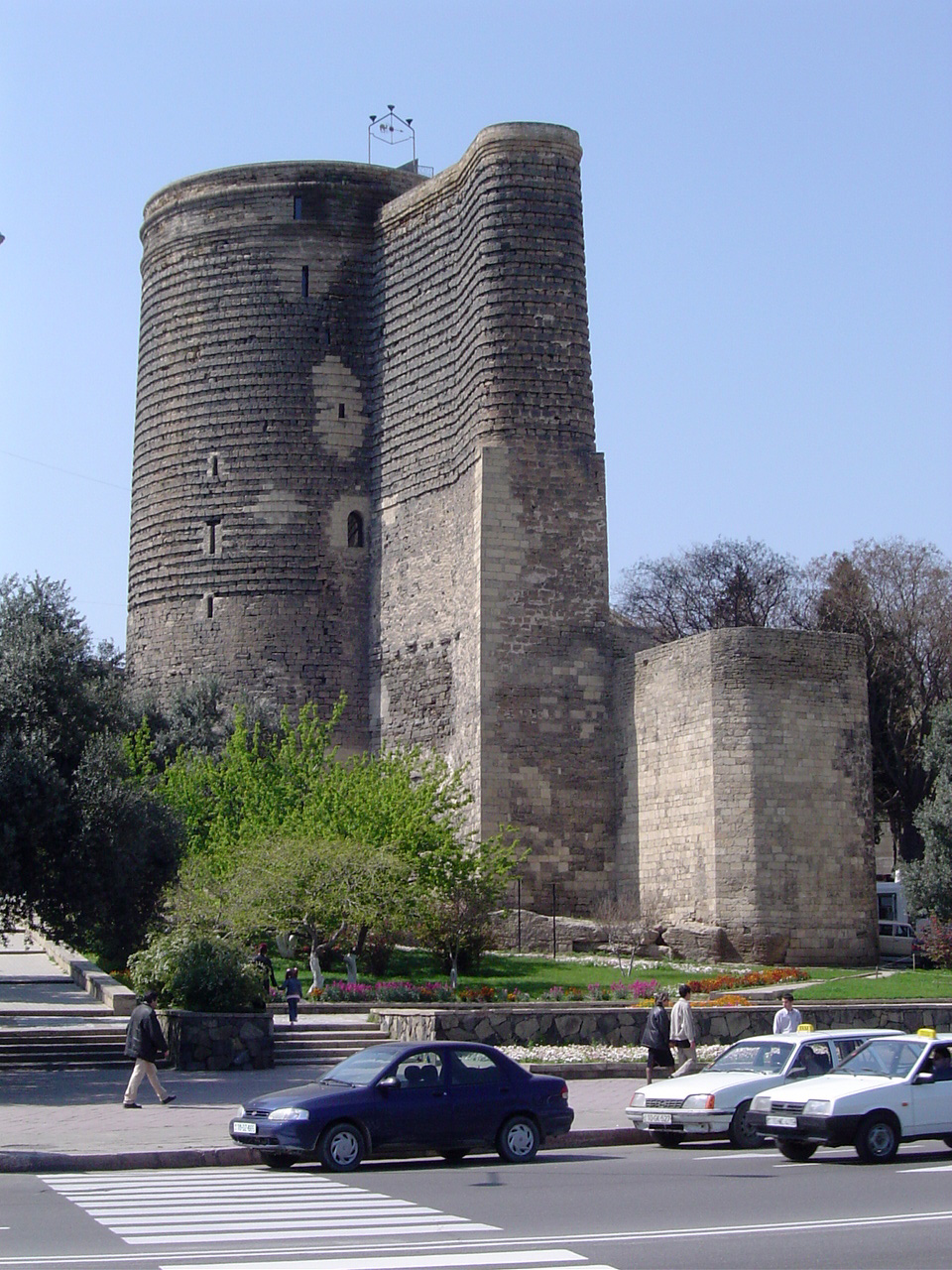
Девичья башня

Апшеронский полуостров, будучи заселён с древних времён, сохранил ряд памятников истории:
- Нардаранская крепость XIV века с высокой башней в посёлке Нардаран
- Круглый замок (1232 год)
- Четырёхугольный замок (XII век) в посёлке Мардакян
- Храм огня «Атешгях» (XVII—XVIII века) в селении Сураханы
- Замок середины XIV века в селении Рамана
- многочисленные древние памятники Баку

Вблизи посёлка Мардакян расположен дендрарий. На Апшероне также находится Апшеронская каменная колея — мегалитическое сооружение невыясненного происхождения.

## Апшеронские сёла
Апшерон окружён десятками близкорасположённых сёл (10—15 км), известных как апшеронские и составляющих агломерацию вместе с городом Баку. 
Большинство из сёл имеет довольно продолжительную историю, в то время как иные образовались из рабочих посёлков в период Азербайджанской ССР.
На сегодняшний день количество сёл превышает 60. В 1870 году их количество составляло 41: Амираджан, Ахмедли, Баладжары, Балаханы, Биби-Эйбат, Бильгях, Бина, Бинагади, Бузовна, Бюльбюля, Геокмалы, Говсан, Горадиль, Гюздек, Дарнагюль, Джорат, Дигях, Забрат, Зира, Зых, Кала, Кишлы, Кобу, Кюрдаханы, Мамедли, Мардакян, Масазыр, Маштага, Нардаран, Новханы, Пирекешкюль, Пиршаги, Рамана, Сабунчи, Сарай, Сураханы, Тюркян, Фатмаи, Ходжасан, Хырдалан, Шаган.
Согласно Аббас-Кули Бакиханову, к середине XIX века большая часть сёл Апшерона за исключением 6-ти, говорила на татском языке.